# Sogeade
Sogeade, acroniem voor Société de gestion de l'aéronautique, de la défense et de l'espace; Nederlands: beheersmaatschappij der luchtvaart, defensie en ruimtevaart, is een Franse holdingmaatschappij tussen de Lagardère-groep en de Franse staat die werd opgericht om de Franse belangen in het EADS-consortium te vertegenwoordigen.

## Aandeelhouders
- De Franse staat via de staatsholdingmaatschappij Sogepa: 66,6%,
- Het Franse mediaconglomeraat Lagardère-groep via diens divisie Désirade: 33,3%.

Bij de oprichting hadden beiden de helft van de aandelen in handen.
In 2008 werd het aandeel van Lagardère teruggebracht tot 40%, ten voordele van de Franse staat.
In 2009 verminderde Lagardères aandeel verder tot het huidige één derde.
De Franse staat heeft voorts vetorecht bij Sogeade.
Frankrijk bezit verder ook 0,06% van de beursgenoteerde aandelen in EADS.

## Aandelen
Sogeades aandeel in EADS bedroeg:
- 30,2% toen EADS werd opgericht,
- 29,89% na 31 december 2005,
- 27,53% na 31 maart 2008,
- 25% na 31 december 2008,
- 22,5% sinds 2009.